# Jean Sylvain Bailly
Jean Sylvain Bailly, francoski astronom in politik, * 15. september 1736, Pariz, Francija, † 12. november 1793, Pariz.
Bailly je že od začetka sodeloval v francoski revoluciji.
Nanj je vplival de Lacaille, ki ga je navdušil za astronomijo. Izračunal je tir Halleyjevega kometa za ponovno približanje prisončju leta 1759 in s tem skrajšal de Lacailleova opazovanja 515 zvezd živalskega kroga.
V Francosko akademijo znanosti so ga izvolili leta 1763, v Francosko akademijo pa leta 1873.
Po njem se imenuje krater Bailly na Luni.